# Atescatempa
Atescatempa (del idioma náhuat, significa ‘a la orilla de la charca’) es un municipio sur-oriental de la República de Guatemala que pertenece al departamento de Jutiapa.

## Toponimia
El topónimo «Atescatempa» se origina de la voces del idioma pipil Ateszcatl (en español: ‘orilla’) y  Tentil (en español: ‘charca’), por lo que quiere decir ‘A la Orilla de la Charca’.

## División política
El municipio tiene nueve aldeas y trece caseríos, que son:
| Categoría | Listado |
| --------- | --- |
| Aldeas    | 1. San Cristóbal frontera 2. Horcones 3. El Zapote 4. Casco Urbano 5. Los Cerros 6. El Rosario 7. El Naranjo 8. El Sitio 9. Amatepeque 10. Contepeque                             |
| Caseríos  | 1. El Amate Blanco 2. Amatal 3. El Manguito 4. La Pitahaya 5. Naranjo 6. Laguna Seca 7. El sitio 8. El Rosario 9. Los Cerros 10. El Zapote 11. El Petén 12. Tushico 13. Las Vegas |

## Geografía física
Con sus 68 km² se encuentra ubicado junto con los otros municipios más pequeños de Jutiapa que son Jerez, Yupiltepeque, El Adelanto y Zapotitlán. Se encuentra con la frontera de El Salvador y Guatemala, al norte de Jerez compartiendo el volcán Chingo junto con El Salvador. Tiene una laguna cerca del ahora cerro «Las Víboras» que fue denominada «La Laguna de Atescatempa», la cual se secó en mayo de 2017 debido a que los ríos que la alimentaban bajaron su caudal por la sequía que predomina en el Corredor Seco, propiciada por el fenómeno de El Niño.

### Accidentes geográficos
| Categoría | Listado |
| --------- | --- |
| Cerros    | De los Castillos, Las Guacamayas, Sansuque, Colmenas, Chino y Alto                                                                                        |
| Volcanes  | Volcán Chingo y Volcán las Víboras |
| Ríos      | El Amatal, Atescatempa, La Compañía (afluente del Río Atescatempa), Quebrada Seca (afluente del Río Atescatempa) y La Esperanza (afluente del Río Amatal) |

### Ubicación geográfica
Se encuentra localizado en el departamento de Jutiapa, a 59 km (kilómetros) de la cabecera departamental y a 174 km de la Ciudad de Guatemala. Sus colindancias son:
- Norte: Asunción Mita, municipio del departamento de Jutiapa
- Sur: Jerez, municipio del departamento de Jutiapa
- Este: República de El Salvador
- Oeste: Yupiltepeque, municipio del departamento de Jutiapa[7]

|                     | Norte: Asunción Mita |                                |
| Oeste: Yupiltepeque |                      | Este: República de El Salvador |
|                     | Sur: Jerez           |                                |

## Gobierno municipal
Los municipios se encuentran regulados en diversas leyes de la República, que establecen su forma de organización, lo relativo a la conformación de sus órganos administrativos y los tributos destinados para los mismos.  Aunque se trata de entidades autónomas, se encuentran sujetas a la legislación nacional. Las principales leyes que rigen a los municipios en Guatemala desde 1985 son:
| N.º | Ley                                                | Descripción |
| --- | -------------------------------------------------- | --- |
| 1   | Constitución Política de la República de Guatemala | Tiene una regulación legal específica para los municipios en los artículos 253 al 262. |
| 2   | Ley Electoral y de Partidos Políticos              | Ley de carácter constitucional aplicable a los municipios en el tema de la conformación de sus autoridades electas. |
| 3   | Código Municipal                                   | Decreto 12-2002 del Congreso de la República de Guatemala. Tiene la categoría de ley ordinaria y contiene preceptos generales aplicables a todos los municipios, e inclusive contiene legislación referente a la creación de los municipios.             |
| 4   | Ley de Servicio Municipal                          | Decreto 1-87 del Congreso de la República de Guatemala. Regula las relaciones entra la municipalidad y los servidores públicos en materia laboral. Tiene su base constitucional en el artículo 262 de la constitución que ordena la emisión de la misma. |
| 5   | Ley General de Descentralización                   | Decreto 14-2002 del Congreso de la República de Guatemala. Regula el deber constitucional del Estado, y por ende del municipio, de promover y aplicar la descentralización y desconcentración económica y administrativa.                                |

El gobierno de los municipios de Guatemala está a cargo de un Concejo Municipal mientras que el código municipal —que tiene carácter de ley ordinaria y contiene disposiciones que se aplican a todos los municipios de Guatemala— establece que «el concejo municipal es el órgano colegiado superior de deliberación y de decisión de los asuntos municipales […] y tiene su sede en la circunscripción de la cabecera municipal». Por último, el artículo 33 del mencionado código establece que «[le] corresponde con exclusividad al concejo municipal el ejercicio del gobierno del municipio».
El concejo municipal se integra con el alcalde, los síndicos y concejales, electos directamente por sufragio universal y secreto para un período de cuatro años, pudiendo ser reelectos.
Existen también las Alcaldías Auxiliares, los Comités Comunitarios de Desarrollo (COCODE), el Comité Municipal del Desarrollo (COMUDE), las asociaciones culturales y las comisiones de trabajo. Los alcaldes auxiliares son elegidos por las comunidades de acuerdo a sus principios, valores, procedimientos y tradiciones, estos se reúnen con el alcalde municipal el primer domingo de cada mes. Los Comités Comunitarios de Desarrollo y el Consejo Municipal de Desarrollo tiene como función organizar y facilitar la participación de las comunidades priorizando necesidades y problemas.

## Historia

### Época precolombina
Los primeros pobladores de Atescatempa fueron pipiles que provenían del país de El Salvador. Atescatempa tuvo muchas complicaciones para establecer su lugar de origen ya que esta raza se trasladó en varios lugares porque los destrozos de la naturaleza provocaron la destrucción de su pueblo en varias ocasiones obligándolos a marcharse a otro lugar. Primero vivieron en donde actualmente se encuentra la laguna de Atescatempa pero debido al colapso del volcán Las Víboras destruyó la ciudad totalmente dejando piedra petrificada. Luego se marcharon a un lugar llamado Jabillal en donde construyeron su pueblo, pero debido a que aún estaban cerca del volcán las víboras y estaba muy activo en ese tiempo, destruyó nuevamente el pueblo así obligándolos a vivir en donde Atescatempa está ubicada actualmente. La soberanía del imperio se debe a las fuertes batallas que tuvo el guerrero cacique Atezcatl, que luchó fuertemente, espcialmente contra el príncipe Yupiltepec. El imperio de Atescatempa siguió creciendo hasta que todo el lugar se incendió dejándolos nuevamente desde cero.[cita requerida]

### Creación del departamento de Jutiapa
La República de Guatemala fue fundada por el gobierno del presidente capitán general Rafael Carrera el 21 de marzo de 1847 para que el hasta entonces Estado de Guatemala pudiera realizar intercambios comerciales libremente con naciones extranjeras.  El 25 de febrero de 1848 la región de Mita fue segregada de Chiquimula, convertida en departamento y dividida en tres distritos: Jutiapa, Santa Rosa y Jalapa.  Específicamente, el distrito de Jutiapa incluyó a Jutiapa como cabecera, Yupiltepeque, Asunción y Santa Catarina Mita y los valles aledaños que eran Suchitán, San Antonio, Achuapa, Atescatempa, Zapotitlán, Contepeque, Chingo, Quequesque, Limones y Tempisque;  además, incluía a Comapa, Jalpatagua, Asulco, Conguaco y Moyuta.
En el 18 de abril de 1891, la Dirección General de Telégrafos anunció que a las 9:00 a. m. quedó instalada y abierta al servicio público la oficina de Atescatempa.
En febrero de 1896 se oficializó como municipio del departamento de Jutiapa.

## Recursos naturales

### Flora
Entre la flora y bosques se encuentran árboles de diferentes especies que son: cedro, ciprés, matilisguate, madre-cacao, caoba, eucalipto, entre otros. Entre sus cultivos están: maíz, fríjol negro, rojo y café, algunas hortalizas y frutas que se cosechaban con regadíos : pepino, piña, ocre, entre otros. 
Debido al costo elevado y la compra a un precio muy bajo se dejó de cosechar este tipo de hortaliza y fruta. Actualmente está en creciente demanda la producción de Chile pimiento y jalapeño.

### Fauna
Existen animales silvestres y animales domésticos que son:

#### Animales silvestres
Entre los animales que ahí habitan están: liebres, tacuacines, garrobos, mapaches, garzas garrapateras, armadillos, gatos de monte, coyotes, gavilanes, culebras, cotuzas, chachas, pericos y panteras.

#### Animales domésticos
Los animales domésticos producen alimentos que también son útiles para el comercio de este municipio y entre sus animales están: toros, vacas, cabras, pelibueyes, ovejas, cerdos, celdas, gallos, gallinas, pollos, patos y pavos.